# اثر بازآوایی

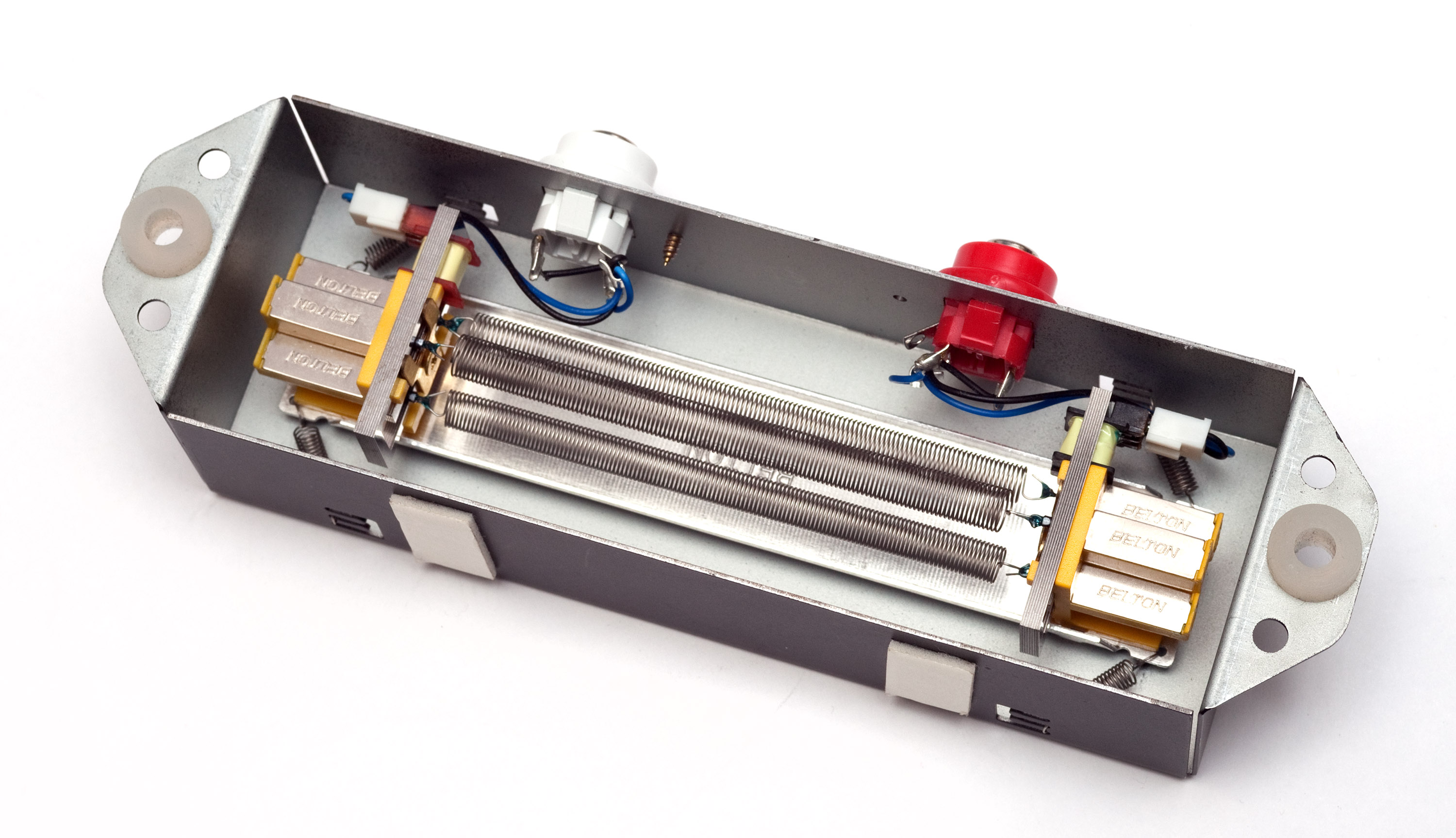
مخزن بازآوایی فنری

اثر بازآوایی (به انگلیسی: Reverb effect) یا بازآوایی یک اثر صوتی است که به سیگنال صوتی برای شبیه‌سازی بازآوایش اعمال می‌شود. ممکن است از طریق ابزارهای فیزیکی، مانند محفظه‌های اکو، یا به صورت الکترونیکی از طریق پردازش سیگنال صوتی ایجاد شود.
تهیه‌کننده آمریکایی بیل پاتنام برای نخستین استفاده هنری از طنین مصنوعی در موسیقی، در آهنگ 1947 " Peg o' My Heart " توسط گروه هارمونیکتس اعتبار دارد. بازآوایی فنری که با یک مجموعه فنرهای نصب‌شده ایجاد می‌شود، در موسیقی سرف (SURF) و دوبله محبوب است. بازآوایی شیمر (Reverb Shimmer) که زیر و بم صدای طنین‌دار را تغییر می‌دهد، اغلب در موسیقی محیطی استفاده می‌شود. Reverb Gated به یکی از اصلی‌ترین موسیقی‌های پاپ دهه ۱۹۸۰ تبدیل شد که توسط نوازندگان درام از جمله فیل کالینز استفاده می‌شد.